# Atherinella nesiotes
Atherinella nesiotes is een  straalvinnige vissensoort uit de familie van koornaarvissen (Atherinopsidae). De wetenschappelijke naam van de soort is voor het eerst geldig gepubliceerd in 1942 door Myers & Wade.
De soort staat op de Rode Lijst van de IUCN als Onzeker, beoordelingsjaar 2007.